# Біг-Флет
Біг-Флет (англ. Big Flat) — місто (англ. town) в США, в округах Бекстер і Серсі штату Арканзас. Населення — 88 осіб (2020).

## Географія
Біг-Флет розташований на висоті 377 метрів над рівнем моря за координатами 36°0′24″ пн. ш. 92°24′39″ зх. д. / 36.00667° пн. ш. 92.41083° зх. д. (36.006653, -92.410797).  За даними Бюро перепису населення США в 2010 році місто мало площу 2,81 км², з яких 2,79 км² — суходіл та 0,02 км² — водойми.

## Демографія
Згідно з переписом 2010 року, у місті мешкало 105 осіб у 43 домогосподарствах у складі 27 родин. Густота населення становила 37 осіб/км².  Було 61 помешкання (22/км²). 
Расовий склад населення:
| - 99,0 % — білих |

До двох чи більше рас належало 1,0 %. Іспаномовні складали 1,0 % від усіх жителів.
За віковим діапазоном населення розподілялося таким чином: 22,9 % — особи молодші 18 років, 53,3 % — особи у віці 18—64 років, 23,8 % — особи у віці 65 років та старші. Медіана віку мешканця становила 45,8 року. На 100 осіб жіночої статі у місті припадало 123,4 чоловіків;  на 100 жінок у віці від 18 років та старших — 131,4 чоловіків також старших 18 років.
За межею бідності перебувало 16,9 % осіб, у тому числі 26,3 % дітей у віці до 18 років та 0,0 % осіб у віці 65 років та старших.
Цивільне працевлаштоване населення становило 22 особи. Основні галузі зайнятості: освіта, охорона здоров'я та соціальна допомога — 31,8 %, виробництво — 22,7 %, сільське господарство, лісництво, риболовля — 18,2 %.
За даними перепису населення 2000 року в містечкі проживало 104 особи, 24 родини, налічувалося 49 домашніх господарств і 68 житлових будинків. Середня густота населення становила близько 37,1 людину на один квадратний кілометр. Расовий склад за даними перепису був виключно білим.
З 49 домашніх господарств в 20,4 % — виховували дітей віком до 18 років, 36,7 % представляли собою подружні пари, які спільно проживають, в 8,2 % сімей жінки проживали без чоловіків, 49,0 % не мали сімей. 44,9 % від загального числа сімей на момент перепису жили самостійно, при цьому 28,6 % склали самотні літні люди у віці 65 років та старше. Середній розмір домашнього господарства склав 2,12 особи, а середній розмір родини — 3,08 особи.
Населення містечка за віковим діапазоном за даними перепису 2000 року розподілилося таким чином: 22,1 % — жителі молодше 18 років, 7,7 % — між 18 і 24 роками, 23,1 % — від 25 до 44 років, 24,0 % — від 45 до 64 років і 23,1 % — у віці 65 років та старше. Середній вік мешканця склав 40 років. На кожні 100 жінок припадало 116,7 чоловіків, у віці від 18 років та старше — 113,2 чоловіків також старше 18 років.
Середній дохід на одне домашнє господарство в містечкі склав 21 094 долара США, а середній дохід на одну сім'ю — 24 375 доларів. При цьому чоловіки мали середній дохід в 18 750 доларів США на рік проти 61 250 доларів середньорічного доходу у жінок. Дохід на душу населення в містечкі склав 11 294 долари на рік. Всі родини мали дохід, що перевищує рівень бідності, 11,3 % від усієї чисельності населення перебувало на момент перепису населення за межею бідності, при цьому 34,8 % з них були у віці 65 років та старше.